# Sân bay quốc tế Adnan Menderes
Sân bay quốc tế İzmir Adnan Menderes (IATA: ADB, ICAO: LTBJ) là một sân bay phục vụ İzmir, được đặt tên theo nhà chính trị Thổ Nhĩ Kỳ, cựu thủ tướng Adnan Menderes.
Sân bay này năm cách thành phố 18 km về phía nam, trên đường đi Selçuk, Ephesus và Pamukkale.
Nhà ga quốc tế mới được khai trương tháng 9 năm 2006.

## Các hãng hàng không và các tuyến điểm
- Atlasjet (Ercan, Istanbul-Atatürk)
- Blue Wings (Düsseldorf)
- British Airways (London-Gatwick)
- Cyprus Turkish Airlines (Ercan)
- First Choice Airways (Bristol, London-Gatwick, Manchester)
- Germanwings (Berlin-Schönefeld, Köln, Hamburg, Stuttgart)
- Inter Airlines (Istanbul-Atatürk)
- Lufthansa (Munich)
- Onur Air (Belfast-International, Istanbul-Atatürk, Amsterdam)
- Pegasus Airlines (Dusseldorf, Istanbul-Sabiha Gökçen, Stuttgart, Tel Aviv, Vienna)
  - Pegasus Airlines operated by Izair (Adana, Ankara, Balıkesir, Diyarbakır, Gaziantep, Istanbul-Atatürk, Malatya, Mardin, Samsun, Trabzon)
- Tarhan Tower Airlines (Istanbul-Atatürk)
- Thomas Cook Airlines (East Midlands, London-Gatwick, Manchester) [seasonal]
- Turkish Airlines (Amsterdam, Ankara, Frankfurt, Istanbul-Atatürk, Istanbul-Sabiha Gökçen, Paris-Orly, Vienna)
  - Turkish Airlines vận hành bởi SunExpress (Adana, Amsterdam, Antalya, Athens, Basel, Berlin-Schonefeld, Köln, Diyarbakır, Düsseldorf, Ercan, Erzurum, Frankfurt, Gaziantep, Hannover, Kayseri, London-Stansted, Malatya, Munich, Nuremberg, Sivas, Stockholm-Arlanda, Stuttgart, Trabzon, Van, Zurich)
- Wizz Air (Sofia [bắt đầu ngày 12/7/2008])